# Рожнов, Василий Сергеевич
Василий Сергеевич Рожнов (род. 29 марта 1972, Коломна, Московская область) — российский футболист, полузащитник, тренер.

## Биография
Воспитанник коломенского футбола. В футбол начинал играть во дворе. С 12 лет в футбольной секции при спортклубе «50 лет Октября» на стадионе «Авангард», первый тренер Вячеслав Новичков. В 17 лет был приглашён в команду второй советской лиги «Ока». В 1990—1991 годах играл в первенстве КФК за «Авангард» Коломна. В 1992—1996 годах сыграл за команду во второй и третьей (1996) лигах 156 матчей, забил 25 голов. В 1996—1997 годах был в составе раменского «Сатурна», но сыграл только пять матчей. Следующие 15 сезонов провёл в командах второй лиги «Спартак» Щёлково (1997—2002), «Динамо» Вологда (2003—2005, 2009—2012), «Шексна» Череповец (2006—2008). Всего в профессиональных лигах провёл более шестисот матчей.
2012 год отыграл на любительском уровне за «Коломну». Работал в клубе тренером-селекционером, в 2013 году был главным тренером второй команды.
Окончил Академию тренерского мастерства. В 2015—2016 годах возглавлял тульский «Арсенал-2», в 2016—2017 годах входил в тренерский штаб «Арсенала», возглавляя дубль. В декабре 2016 года получил тренерскую лицензию категории «А». С августа 2017 по февраль 2019 (с перерывом) — главный тренер клуба «Знамя Труда» Орехово-Зуево. С 27 марта 2019 — главный тренер «Коломны». В сезоне 2019/20 (с августа) — главный тренер московского «Арарата», зимой команда снялась с первенства ПФЛ. В 2020 году работал в коломенской спортшколе «Виктория», в 2021 году — ассистентом главного тренера в клубах «Сатурн» Раменское и СКА Ростов-на-Дону. С 1 сентября 2022 года — главный тренер «Балашихи». В январе 2023 года возглавил команду «Мастер-Сатурн» — участницу молодёжной футбольной лиги.